# 삼척MBC 음악동네
삼척MBC 음악동네는 삼척MBC FM4U에서 매일 오후 4시부터 저녁 6시까지 방송했던 라디오 프로그램이다.

## 진행자
- 김효정

## 같이 보기
- 삼척MBC FM4U
- MBC FM4U
- 음악동네

| 삼척MBC FM4U              |                         |                   |
| 이전                      | 김효정의 음악동네       | 다음              |
| 2시의 데이트 박경림입니다 | 김효정의 음악동네       | 배철수의 음악캠프 |
| 오후 2시 ~ 오후 4시       | 오후 4시 ~ 저녁 6시     | 저녁 6시 ~ 밤 8시 |
| 전국방송                  | 강원 영동 남부지역 방송 | 전국방송          |